# Lyonien
Lyonien (Lyonia) sind eine Pflanzengattung innerhalb der Familie der Heidekrautgewächse (Ericaceae). Die Gattung besitzt ein disjunktes Areal, das ihre 36 bis 38 Arten zum einen von den USA über Mexiko bis auf Karibischen Inseln und zum anderen in Asien verbreitet sind. Der Schwerpunkt der Artenvielfalt liegt auf Karibischen Inseln. Viele Arten sind Endemiten auf Karibischen Inseln.

## Beschreibung

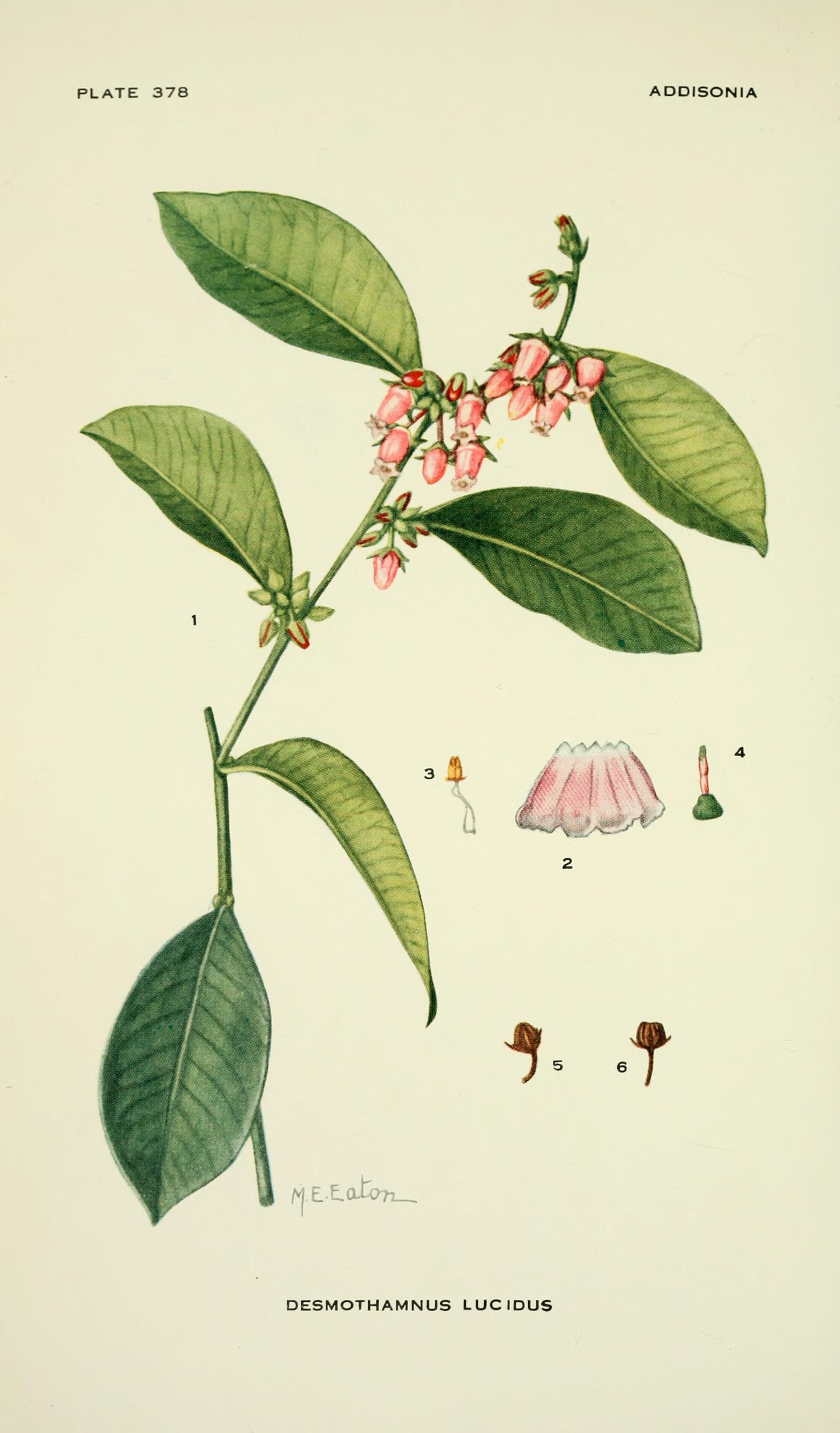
Illustration aus Addisonia – colored illustrations and popular descriptions of plants von Lyonia lucida

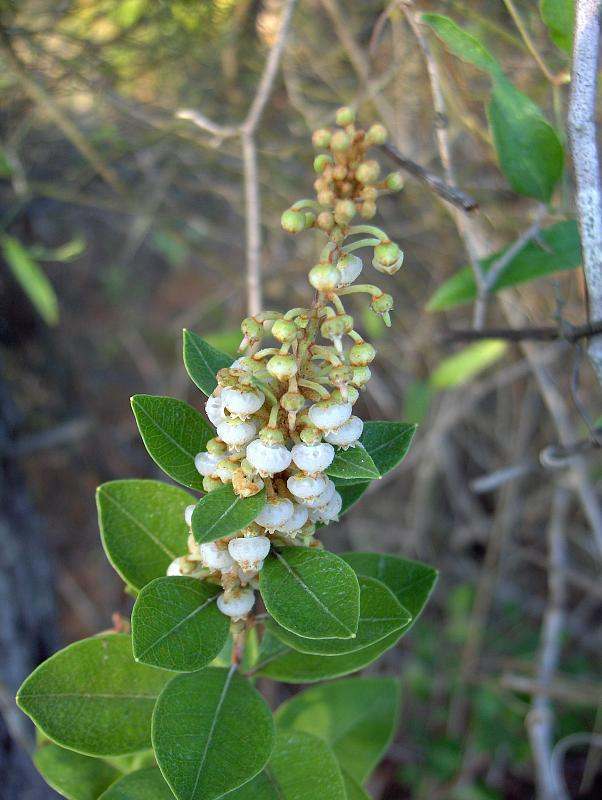
Zweig mit Laubblättern und Blüten von Lyonia fruticosa

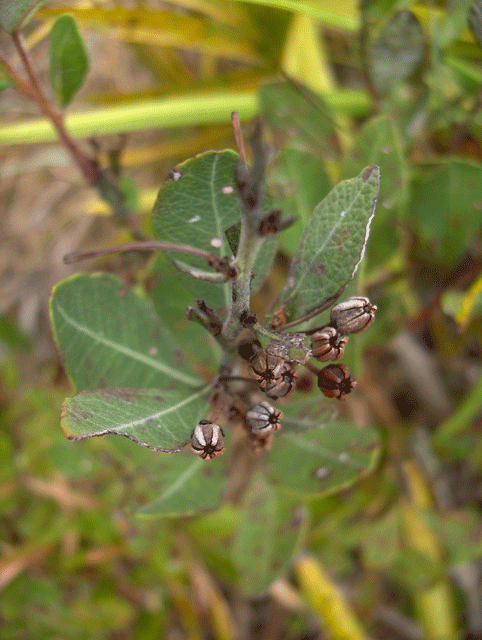
Zweig mit Laubblättern und Kapselfrüchten von Lyonia fruticosa

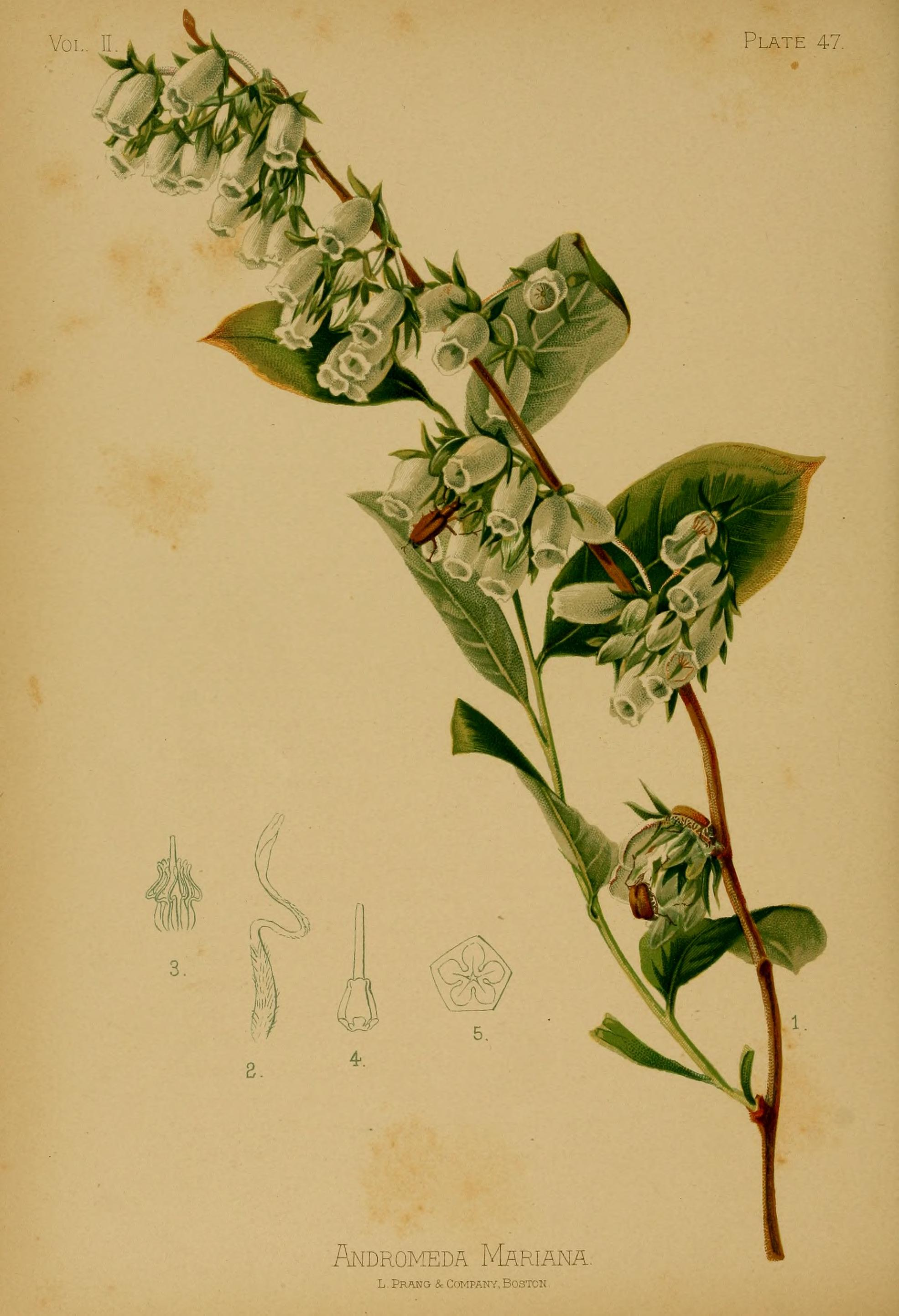
Illustration von Lyonia mariana aus The native flowers and ferns of the United States in their botanical, horticultural and popular aspects, 1879

### Vegetative Merkmale
Lyonia-Arten sind laubabwerfende oder immergrüne Sträucher und Bäume, die Wuchshöhen von bis zu 18 Metern erreichen. Oft ist eine verholzte unterirdische Verdickung vorhanden oder einige bilden unterirdische, horizontale, verdickte Rhizome. Die Äste sind aufrecht bis überwölbend. Die graue bis rötlich-braune Rinde der Zweige ist behaart und manchmal verkahlend, manchmal auch mit Schuppen bedeckt. Die Zweige sind stielrund oder kantig. Die abgeflachten, kegel- oder eiförmigen Knospen besitzen meist zwei äußere große sich dachziegelartig überdeckende, kahle bis dicht flaumig behaarte Knospenschuppen (Unterscheidung zu verwandten Gattungen).
Die wechselständig und spiralig an den Zweigen angeordneten Laubblätter sind in Blattstiel und -spreite gegliedert. Die häutigen bis ledrigen Blattspreiten sind elliptisch, eiförmig oder verkehrt-eiförmig. Der Blattflächen sind mit mehrzelligen, schildförmig-schuppigen oder kurzgestielten Drüsenhaaren bedeckt und oft sind einzellige Trichome an den Hauptadern oder auf der Blattunterseite vorhanden (Indument). Der ebene oder zurückgekrümmte Blattrand ist glatt, gewellt oder gezähnt. Die Blattnervatur ist schlingläufig oder netzartig.

### Generative Merkmale
Die seitenständigen, bündeligen, rispigen oder traubigen Blütenstände enthalten meist fünf bis acht (zwei bis zwölf) Blüten; nur manchmal stehen die Blüten einzeln. Es sind kleine bis große Tragblätter vorhanden. An der oder in der Nähe der Basis befinden sich am Blütenstiel zwei Deckblätter.
Die Blüten duften meist. Die zwittrigen Blüten sind radiärsymmetrisch und meist fünfzählig (vier- bis achtzählig) mit doppelter Blütenhülle. Die meist fünf (vier bis acht) haltbaren Kelchblätter sind nur kurz verwachsen und eiförmig-dreieckig bis lanzettlich. Die manchmal behaarten Kronblätter sind typischerweise weiß, gelegentlich rot. Die meist fünf (vier bis acht) Kronblätter sind auf fast ihrer gesamten Länge röhrig, zylindrisch oder krugförmig verwachsen und die Kronlappen sind nur kurz. Es sind zwei Kreise mit je meist fünf (vier bis acht) Staubblättern vorhanden; sie überragen die Blütenkrone nicht. Die rauen oder behaarten Staubfäden sind abgeflacht und S-förmig, knieförmig abgebogen; es können ein Paar von Spornen an der Verbindungsstelle von Staubfaden mit Staubbeutel vorhanden sein. Die Staubbeutel öffnen sich im oberen Bereich mit nach innen gebogen elliptischen Poren; es sind keine Anhängsel vorhanden. Es ist eine gut ausgebildeter Nektardiskus vorhanden. Meist fünf (vier bis acht) Fruchtblätter sind zu einem oberständigen (vier- bis acht-) meist fünfkammerigen Fruchtknoten verwachsen. Jede Fruchtknotenkammer enthält viele Samenanlagen in zentralwinkelständiger Plazentation. Die Griffel ist etwas länger als die Staubblätter. Die Narbe ist kopfig gestutzt.
Die trockenen Kapselfrüchte sind kugelig bis eiförmig oder ellipsoid. Die Kapselfrüchte öffnen sich lokulizid = fachspaltig mit meist fünf (vier bis acht) hellen oder weißen, mehr oder weniger verdickten Nähten, die sich manchmal von den Fruchtklappen lösen beim Öffnen; sie enthalten 100 bis 300 Samen. Die winzigen, braunen, ungeflügelten Samen sind länglich-eiförmig oder spindelförmig bis kurz-linealisch, ellipsoidal, schmal-länglich, verkehrt-eiförmig bis kantig-verkehrt-eiförmig oder schmal-kegelförmig oft mit gestutzten Enden. Die dünnwandigen Zellen der Samenschale (Testa) sind verlängert.
Die Chromosomengrundzahl beträgt x = 12.

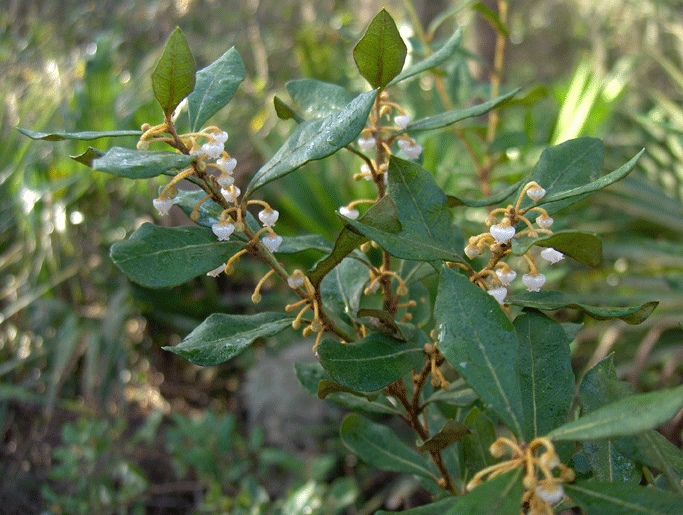
Lyonia ferruginea

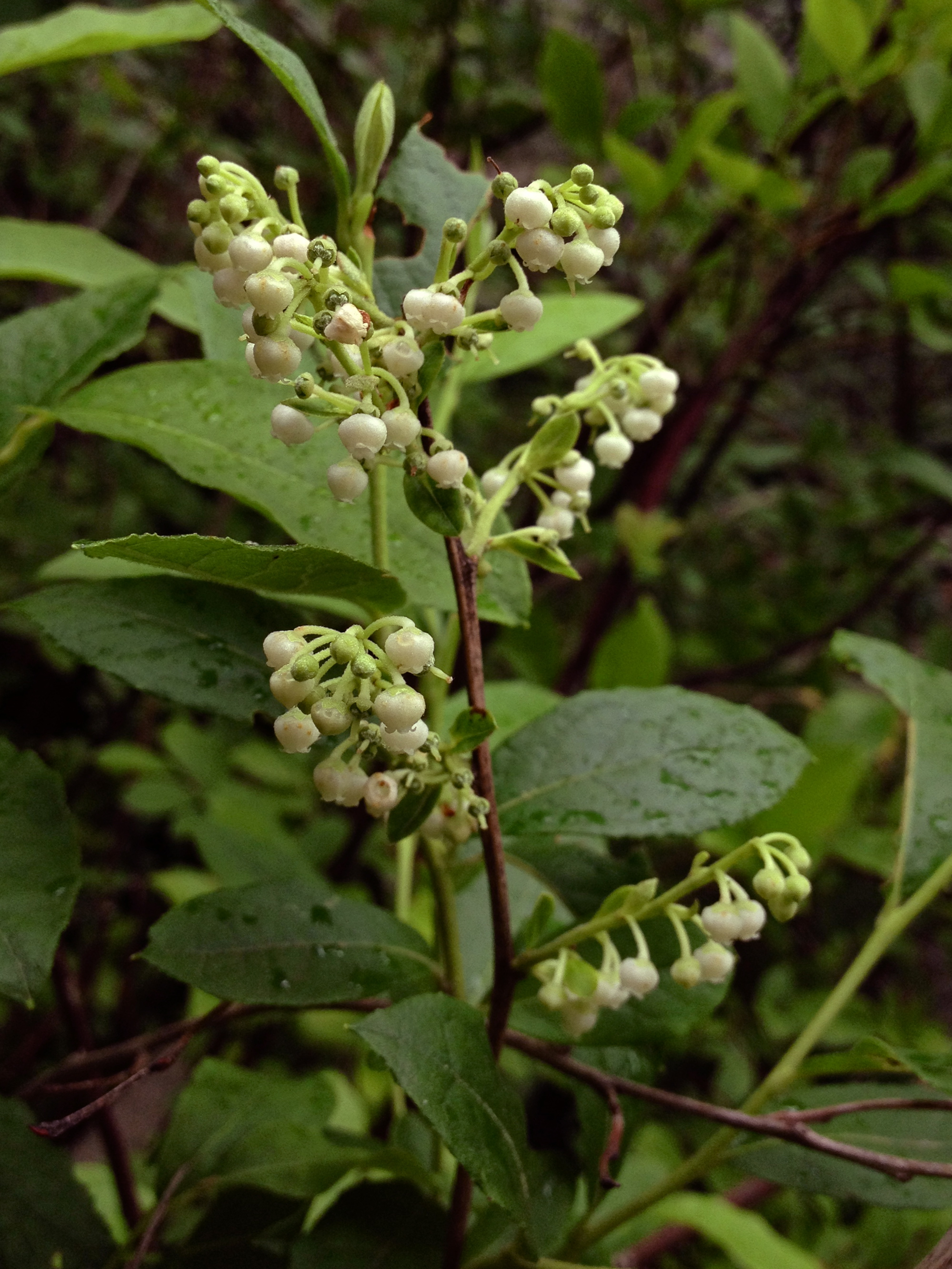
Lyonia ligustrina

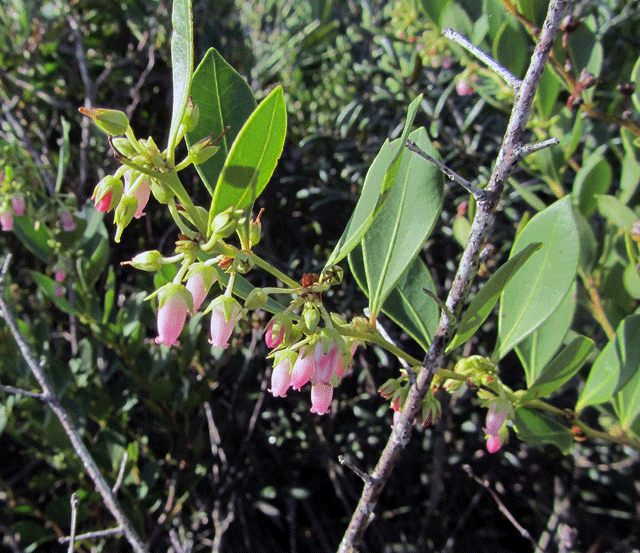
Lyonia lucida

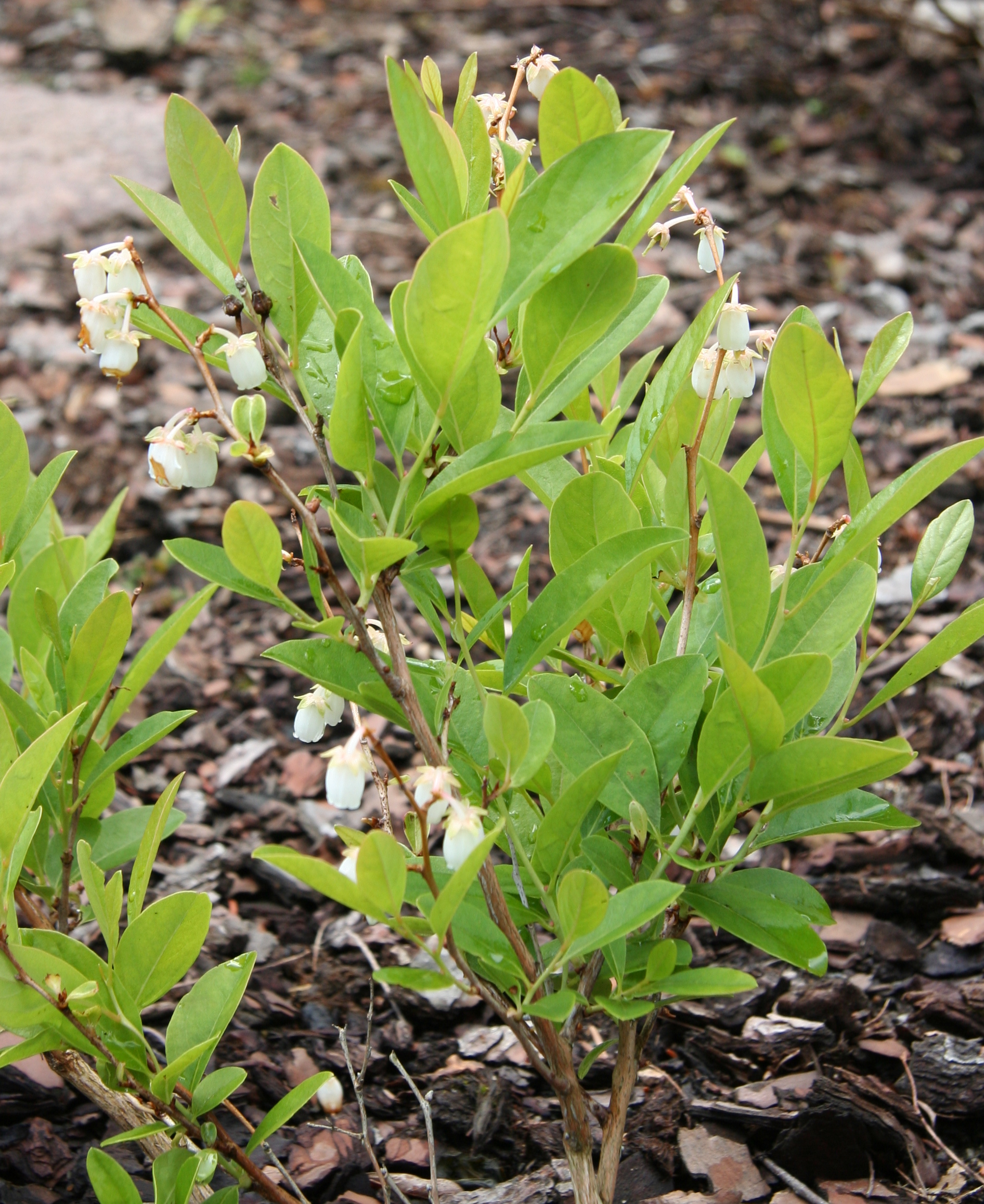
Lyonia mariana

## Ökologie
Aus den unterirdischen Pflanzenteilen erfolgt ein Neuaustreiben des Pflanzenexemplares nach Busch- und Waldbränden.

## Systematik und Verbreitung
Die Gattung Lyonia wurde 1818 durch Thomas Nuttall in The Genera of North American Plants, 1, Seite 266–267 aufgestellt. Der Gattungsname Lyonia ehrt den schottisch-amerikanischen Gärtner und Pflanzensammler John Lyon (ca. 1765–1814/18), der während einer Sammelexpedition starb. Als Lectotypus-Art wurde Lyonia ferruginea (Walter) Nutt. durch I.C.B.N. 261, 1956 und Rickett, Stafleu: Taxon 9, 1960, S. 75 festgelegt. Synonyme für Lyonia Nutt. nom. cons. non Raf. non Elliott sind: Arsenococcus Small, Desmothamnus Small, Neopieris Britton, Xolisma Raf. Homonyme sind Lyonia Raf. nom. rej., dies ist ein Synonym von Polygonella Michx. und Lyonia Elliott, dies ist ein Synonym von Macbridea Raf.
Die Gattung Lyonia gehört zur Tribus Lyonieae in der Unterfamilie Vaccinioideae innerhalb der Familie der Ericaceae. Die Gattung Lyonia ist mit den Gattungen Pieris, Agarista sowie Craibiodendron am nächsten verwandt. Es kam oft zu Verwechslungen mit Pieris. Die Arten der Gattung Lyonia s. l. wurden von einigen Autoren in mehrere Gattungen aufgeteilt. Es hat sich aber die breitere Auffassung der Gattung Lyonia s. l. durchgesetzt. Die Gattung Lyonia s. l. wurde in mehrere Untergattungen gegliedert.
Die Gattung Lyonia weist ein disjunktes Areal auf; die Arten sind von den östlichen und zentralen bis zu den südlichen USA über Mexiko bis auf Karibischen Inseln und in Ostasien verbreitet. Einige Arten mit sehr kleinen Arealen gelten als gefährdet.
Es gibt 36 bis 38 Lyonia-Arten mit insgesamt etwa 54 Taxa:
- Lyonia affinis (A.Rich.) Urb. (Syn.: Lyonia acutata Urb., Lyonia bayamoensis Urb., Lyonia brittonii (Small) Urb., Lyonia jamaicensis var. myrsinifolia (A.Rich.) Griseb., Lyonia myrsinifolia (A.Rich.) Urb., Lyonia papayoensis Urb.): Dieser Endemit kommt nur im südöstlichen Kuba vor.[9]
- Lyonia alainii Judd: Dieser Endemit kommt nur in der Dominikanischen Republik vor.[9]
- Lyonia alpina Urb. & Ekman (Syn.: Lyonia orbiculata (Sleumer) J.Jiménez Alm.): Dieser Endemit kommt nur in der Chaîne de la Selle in Haiti vor.[9]
- Lyonia buchii Urb.: Dieser Endemit kommt nur auf Hispaniola vor.[9]
- Lyonia chapaensis (Dop) Merr.: Sie kommt in Vietnam vor.[9]
- Lyonia compta (W.W.Sm. & Jeffrey) Hand.-Mazz.: Sie gedeiht in Höhenlagen von 1000 bis 2500 Metern in den chinesischen Provinzen Yunnan sowie Guizhou.[1]
- Lyonia doyonensis (Hand.-Mazz.) Hand.-Mazz. (Syn.: Lyonia ovalifolia var. doyonensis (Hand.-Mazz.) Judd): Dieser Endemit gedeiht in immergrünen Wäldern und in Schluchten in Höhenlagen von 2000 bis 3000 Metern nur im nordwestlichen Yunnan vor.[1]
- Lyonia ekmanii Urb.: Dieser Endemit kommt nur im westlichen Kuba vor.[9]
- Lyonia elliptica (Small) Alain: Dieser Endemit kommt nur im östlichen Kuba vor.[9] Sie gedeiht im Regenwald nur in der Nähe von Monte Verde im Nipe-Baracoa Gebirge in der Provinz Guantánamo. Sie gilt in der Roten Liste der gefährdeten Arten der IUCN 1998 als EN = „Endangered“ = „stark gefährdet“.[11]
- Lyonia ferruginea (Walter) Nutt. (Syn.: Lyonia rhomboidalis G.Don, Lyonia rigida Nutt., Lyonia ferruginea var. arborescens Rehder,

Lyonia ferruginea var. fruticosa Rehder): Sie gedeiht in Höhenlagen von 0 bis 100 Metern nur in den südöstlichen US-Bundesstaaten Florida, Georgia sowie South Carolina.
- Lyonia fruticosa (Michx.) G.S.Torr.: Sie gedeiht in Höhenlagen von 0 bis 100 Metern in den südwestlichen US-Bundesstaaten Georgia und South Carolina sowie Florida.[2]
- Lyonia glandulosa (A.Rich.) Griseb. (Syn.: Lyonia glandulosa subsp. revolutifolia (Judd) Borhidi, Lyonia glandulosa var. revolutifolia Judd, Lyonia glandulosa var. toaensis (Acuña & Roíg) R.Berazaín, Lyonia toaensis Acuña & Roíg): Dieser Endemit kommt nur im östlichen Kuba vor.[9]
- Lyonia heptamera Urb. (Syn.: Lyonia dictyoneura Urb.): Dieser Endemit kommt nur in der Dominikanischen Republik vor.[9]
- Lyonia jamaicensis (Sw.) D.Don (Syn.: Lyonia fasciculata (Sw.) G.Don): Dieser Endemit kommt nur in Jamaika vor.[9] Sie gedeiht nur in den Blue Mountains. Sie gilt in der Roten Liste der gefährdeten Arten der IUCN 1998 als NT = „Near Threatened“ = „potenziell gefährdet“.[11]
- Lyonia latifolia (A.Rich.) Griseb. (Syn.: Lyonia calycosa (Small) Urb., Lyonia clementis Acuña & Roíg, Lyonia densiflora Urb., Lyonia elata Urb., Lyonia leonis Acuña & Roíg, Lyonia turquini (Small) Ekman ex Urb., Lyonia latifolia var. calycosa (Small) Judd, Lyonia latifolia subsp. calycosa (Small) Borhidi): Dieser Endemit kommt nur im südöstlichen Kuba vor.[9]
- Lyonia ligustrina (L.) DC.: Es gibt etwa zwei Varietäten:[2][9]
  - Lyonia ligustrina var. foliosiflora (Michx.) Fernald (Syn.: Lyonia capreifolia P.Watson, Lyonia salicifolia P.Watson, Lyonia ligustrina var. capreifolia (P.Watson) DC., Lyonia ligustrina var. salicifolia (P.Watson) DC.): Sie kommt in den zentralen bis südöstlichen Vereinigten Staaten: Alabama, Arkansas, Georgia, Kentucky, Louisiana, Mississippi, North Carolina, South Carolina, Oklahoma, Tennessee, Texas, Virginia sowie Florida vor.[2]
  - Lyonia ligustrina (L.) DC. var. ligustrina (Syn.: Lyonia frondosa (Pursh) Nutt.,Lyonia multiflora P.Watson, Lyonia paniculata Nutt., Lyonia parabolica (Duhamel) K.Koch, Lyonia ligustrina var. pubescens (A.Gray) Bean, Lyonia ligustrina var. typica Fernald): Sie kommt in den östlichen Vereinigten Staaten: Alabama, Connecticut, Delaware, District of Columbia, Georgia, Kentucky, Maine, Maryland, Massachusetts, New Hampshire, New Jersey, New York, North Carolina, South Carolina, Ohio, Pennsylvania, Rhode Island, Tennessee, Vermont, Virginia sowie West Virginia vor.[2]
- Lyonia lippoldii Berazaín & Bisse: Sie wurde 1987 erstbeschrieben. Dieser Endemit kommt nur im östlichen Kuba vor.[9]
- Lyonia longipes Urb.: Dieser Endemit kommt nur östlichen Kuba vor.[9]
- Lyonia lucida (Lam.) K.Koch (Syn.: Lyonia marginata (Duhamel) D.Don, Lyonia nitida (J.Bartram & W.Bartram ex Marshall) Fernald): Sie kommt in den südöstlichen US-Bundesstaaten Alabama, Georgia, North Carolina, South Carolina, Virginia, Mississippi sowie Florida[2][10] und im westlichen Kuba sowie auf der Isla de la Juventud vor.[9]
- Lyonia macrocalyx (J.Anthony) Airy Shaw: Sie kommt in Arunachal Pradesh, im südöstlichen Tibet, nordwestliches Yunnan und nördlichen Myanmar vor.[1]
- Lyonia macrophylla (Britton) Ekman ex Urb. (Syn.: Lyonia brachytricha Urb.): Dieser Endemit kommt nur östlichen Kuba vor.[9]
- Lyonia maestrensis Acuña & Roíg: Dieser Endemit kommt nur im südöstlichen Kuba vor.[9] Sie gedeiht nur im Nebelwald in den großen Höhenlagen in der westlichen Sierra Maestra. Sie gilt in der Roten Liste der gefährdeten Arten der IUCN 1998 als EN = „Endangered“ = „stark gefährdet“.[11]
- Lyonia mariana (L.) D.Don: Sie kommt in den zentralen bis östlichen US-Bundesstaaten New Jersey, New York, Pennsylvania, Connecticut, Missouri, Oklahoma, Arkansas, Delaware, Florida, Georgia, Louisiana, Maryland, North Carolina, South Carolina, Virginia sowie Texas vor.[2][10]
- Lyonia microcarpa Urb. & Ekman (Syn.: Lyonia apiculata (Sleumer) J.Jiménez Alm.): Dieser Endemit kommt nur auf Hispaniola vor.[9]
- Lyonia myrtilloides Griseb. (Syn.: Lyonia myrtilloides var. ovalifolia Griseb., Lyonia myrtilloides var. parvifolia Griseb., Lyonia vaccinioides (Small) Acuña & Roíg): Dieser Endemit kommt nur im westlichen Kuba vor.[9]
- Lyonia nipensis Urb.: Es gibt etwa zwei Unterarten:
  - Lyonia nipensis subsp. depressinerva (Judd) Borhidi: Dieser Endemit kommt nur im östlichen Kuba vor.[9]
  - Lyonia nipensis Urb. subsp. nipensis (Syn.: Lyonia libanensis Urb.): Dieser Endemit kommt nur im östlichen Kuba vor.[9]
- Lyonia obtusa Griseb. (Syn.: Lyonia oblongata Urb.): Dieser Endemit kommt nur im östlichen Kuba vor.[9]
- Lyonia octandra (Sw.) Griseb.: Dieser Endemit kommt nur in Jamaika vor.[9] Sie gedeiht nur in den Blue Mountains. Sie gilt in der Roten Liste der gefährdeten Arten der IUCN 1998 als NT = „Near Threatened“ = „potenziell gefährdet“.[11]
- Lyonia ovalifolia (Wall.) Drude: Die etwa sieben Varietäten sind in Indien, Pakistan, Bangladesch, Sikkim, Bhutan, Nepal, Tibet, China, Taiwan, Japan, Kambodscha, Laos, Myanmar, Thailand, Vietnam und Malaysia verbreitet.[10][1][12]
- Lyonia rubiginosa (Pers.) G.Don: Dieser Endemit kommt nur auf Saint Thomas vor.[9] Sie wurde seit 1887 nicht mehr gesammelt und ist vermutlich ausgestorben.[4]
- Lyonia squamulosa M.Martens & Galeotti: Sie kommt in den Bergen des östlichen bis südlichen Mexikos vor.[3][9]
- Lyonia stahlii Urb.: Sie kommt von Puerto Rico bis Saint Thomas vor.[9]
- Lyonia tinensis Urb. (Syn.: Lyonia pseudotinensis (Sleumer) J.Jiménez Alm.): Dieser Endemit kommt nur in der Dominikanischen Republik vor.[9]
- Lyonia trinidadensis Judd: Dieser Endemit kommt nur im südlich-zentralen Kuba vor.[9]
- Lyonia truncata Urb.: Es gibt etwa drei Varietäten:[9]
  - Lyonia truncata var. montecristina (Urb. & Ekman) Judd (Syn.: Lyonia montecristina Urb. & Ekman, Lyonia truncata subsp. montecristina (Urb. & Ekman) Borhidi, Lyonia elongata (Sleumer) J.Jiménez Alm.): Dieser Endemit kommt nur auf Hispaniola vor.[9]
  - Lyonia truncata var. proctorii Judd: Sie wurde 1990 erstbeschrieben. Dieser Endemit kommt nur auf Puerto Rico vor.[9]
  - Lyonia truncata Urb. var. truncata (Syn.: Lyonia brachycarpa Urb. & Ekman, Lyonia furcyensis Urb., Lyonia haitiensis Urb., Lyonia plumieri Urb. & Ekman, Lyonia tippenhaueri Urb.): Dieser Endemit kommt nur auf Hispaniola vor.[9]
- Lyonia tuerckheimii Urb. (Syn.: Lyonia eggersii Urb.): Dieser Endemit kommt nur auf Hispaniola vor.[9]
- Lyonia urbaniana (Sleumer) J.Jiménez Alm.: Dieser Endemit kommt nur in der Dominikanischen Republik vor.[9]
- Lyonia villosa (Hook.f. ex C.B.Clarke) Hand.-Mazz.: Die etwa zwei Varietäten sind im Himalaja: im südöstlichen Indien, Sikkim, Nepal, Bhutan, im südöstlichen Tibet, in den chinesischen Provinzen Guizhou, Sichuan sowie Yunnan, in Myanmar und Vietnam verbreitet.[1][9]

## Fossiler Nachweis
Aus den mittelmiozänen Schichten der Gegend um Fasterholt nahe Silkeborg in Jütland (Dänemark) wurden 37 fossile Früchte der ausgestorbenen Art Lyonia danica beschrieben. Auch in anderen Gebieten gibt es Fossilfunde.

## Nutzung
Einige Lyonia-Arten werden als Zierpflanzen verwendet.